# مارتین لیپنس
مارتین لیپنس (به انگلیسی: Martin Lippens) بازیکن فوتبال اهل بلژیک و عضو تیم ملی فوتبال بلژیک است که در تاریخ ۳۱ مارس ۱۹۵۷ میلادی اولین بازی ملی‌اش را مقابل تیم ملی فوتبال اسپانیا انجام داد. او در ۳۳ بازی ملی حضور داشت و جمعاً ۲۸۵۳ دقیقه برای تیم ملی فوتبال بلژیک به میدان رفت. مارتین لیپنس آخرین بازی ملی خود را در تاریخ ۲۵ دسامبر ۱۹۶۳ میلادی در برابر تیم ملی فوتبال فرانسه انجام داد. وی در بازی‌های ملی‌اش ۲ گل به ثمر رساند. مارتین لیپنس در ۲ نوامبر ۲۰۱۶ در سن ۸۲ سالگی درگذشت.